# Nunatak Mascardi
Nunatak Mascardi är en nunatak i Antarktis. Den ligger i Västantarktis. Argentina, Chile och Storbritannien gör anspråk på området. Toppen på Nunatak Mascardi är 80 meter över havet.
Terrängen runt Nunatak Mascardi är kuperad norrut, men söderut är den platt. Trakten är obefolkad. Det finns inga samhällen i närheten.